# Советское сельское поселение (Чувашия)
Сове́тское се́льское поселе́ние (чув. Советски ял тăрăхĕ) — муниципальное образование в составе Ядринского района Чувашской Республики. Административный центр — село Советское.
Согласно данным переписи населения 2010 года, в сельском поселении проживает 1013 человек (497 мужчин и 516 женщин).
Главой сельского поселения является Фёдоров Александр Ксенофонтович. Адрес администрации: 429068, Ядринский район, с. Советское, ул. Советская, д.26. Телефон: (8-835-47) 64-2-53.

## Географические данные
Описание границ согласно уставу сельского поселения:
С севера граница Советского сельского поселения Ядринского района Чувашской Республики проходит от стыка границ сельскохозяйственных производственных кооперативов «Герой» и «Шуматовский» и административной границы Ядринского и Моргаушского районов Чувашской Республики, идет на юго-восток, пересекает безымянный ручей и далее до границ сельскохозяйственного производственного кооператива «Дружба».
С востока граница Советского сельского поселения Ядринского района Чувашской Республики идет также в юго-восточном направлении до стыка границ сельскохозяйственных производственных кооперативов им. Кирова и им. Ильича Моргаушского района, пересекая пашню 1900 метров далее вверх по течению безымянного ручья 700 м. Затем в юго-восточном направлении по границе сельскохозяйственных производственных кооперативов им. Ильича Моргаушского района, «Дружба» Ядринского района протяженностью 7068 м до стыка границ Моргаушского, Ядринского и Аликовского районов Чувашской Республики.
С юга граница Советского сельского поселения Ядринского района Чувашской Республики идет в юго-западном направлении на протяжении 1600 м по восточной границе квартала 33 Малиновского лесничества Опытного лесхоза.
Затем продолжается по южной границе сельскохозяйственного производственного кооператива «Дружба» до северо-западной границы квартала 41 Малиновского лесничества Опытного лесхоза. Далее 2300 м до автомобильной дороги «Сура» Никольское — Ядрин — Аликово, пересекает её и в направлении северо-запад идет на протяжении 1300 м вдоль указанной автодороги. Далее граница идет в юго-западном, затем северо-западном, и опять юго-западном направлениях — по границам хозяйств с севера сельскохозяйственного производственного кооператива «Выла» Аликовского района, с юга сельскохозяйственного производственного кооператива «Дружба» Ядринского района до границы с колхозом «Пучах».

С запада граница Советского сельского поселения Ядринского района Чувашской Республики проходит от точки пересечения административных границ Ядринского и Аликовского районов, границ сельскохозяйственного производственного кооператива «Дружба» и колхоза «Пучах» в северном направлении 4600 м по границам данных хозяйств до границы сельскохозяйственного производственного кооператива «Шуматовский». Далее на северо-запад по границе колхоза «Пучах» с запада и сельскохозяйственного производственного кооператива «Шуматовский» с востока, пересекая автомобильную дорогу «Сура» Никольское — Ядрин — Аликово, проходит до пересечения границ сельскохозяйственных производственных кооперативов «Герой» и «Шуматовский», далее по этой границе до стыка границ сельскохозяйственных производственных кооперативов «Герой» и «Шуматовский» и административной границы Ядринского и Моргаушского районов Чувашской Республики.

## Организации
На территории поселения расположено:
- МОУ «Советская средняя общеобразовательная школа»;
- Советский сельский дом культуры;
- Советская больница;
- Советское отделение связи;
- Советское МДОУ (ясли-сад);
- магазины.

## Населённые пункты
На территории поселения находятся следующие населённые пункты:
| Вид     | Наименование    | население, 2010 чел. | ОКАТО          |
| ------- | --------------- | -------------------- | -------------- |
| село    | Советское       | 413                  | 97 253 860 001 |
| деревня | Верхние Сунары  | 130                  | 97 253 860 002 |
| деревня | Липовая         | 158                  | 97 253 860 003 |
| деревня | Моляково        | 51                   | 97 253 860 004 |
| деревня | Нижние Сунары   | 96                   | 97 253 860 005 |
| деревня | Олух-Шуматово   | 60                   | 97 253 860 006 |
| посёлок | Старое Шуматово | 105                  | 97 253 860 007 |